# Tempel der Menschheit (theosophische Organisation)
Der Tempel der Menschheit (TdM) oder Temple of the People ist eine theosophische Organisation, welche aus der Theosophischen Gesellschaft in Amerika hervorging. Das Hauptquartier befindet sich in Halcyon in Kalifornien. Dieser Ort wird hauptsächlich von Mitgliedern der „Tempel-der-Menschheit“-Community bewohnt und daher häufig damit gleichgesetzt.

## Geschichte

### Vorgeschichte
Anfang der 1890er Jahre wurde in Syracuse im US-Bundesstaat New York eine Loge der Theosophischen Gesellschaft (TG) gegründet. Bei der folgenden Spaltung der TG infolge des Judge Case im Jahre 1895 folgte diese Loge der Richtung William Quan Judges und war fortan Mitglied der Theosophischen Gesellschaft in Amerika (TGinA). Nach einer umstrittenen Wahl wurde 1898 Katherine Tingley zur Präsidentin der TGinA gewählt. Tingley änderte die Organisationsstruktur und die Ausrichtung der TGinA, woraufhin es zu einer Reihe von Austritten und Abspaltungen kam – eine davon betraf die Loge in Syracuse.

### Gründung
Francia A. La Due, ein vorgeblich medial begabtes Mitglied der Syracuse-Loge, soll seit Anfang 1898 von einem gewissen Meister Hilarion aus der Bruderschaft der Meister der Weisheit Botschaften empfangen haben. Eine dieser Durchsagen war der Auftrag zur Gründung einer neuen Organisation, welche die Lehren von Helena Blavatsky und William Quan Judge unverfälscht fortsetzen sollte. Der Leiter der Syracuse-Loge, William H. Dower, zu dem angeblich Meister Hilarion ebenfalls gesprochen haben soll, trat daraufhin mit den meisten Mitgliedern der Syracuse-Loge aus der Theosophischen Gesellschaft in Amerika aus und gründete zusammen mit La Due im November 1898 den TdM. „Guardian in Chief“, diese Bezeichnung stand für das Oberhaupt beziehungsweise den Präsidenten der neuen Organisation, wurde Francia A. La Due.

### Entwicklung

#### Wirtschaftlich
Auf Anweisung des „Meisters“ übersiedelte der TdM 1903 auf ein Gemeindefreies Gebiet mit dem Namen Halcyon, in der Nähe von Arroyo Grande in Kalifornien. Dort wurde ein Grundstück mit einem großen Gebäude angekauft und in ein Hotel mit angeschlossenem Sanatorium umgebaut. La Due, Dower und einige „Tempel-der-Menschheit“-Mitglieder verlegten ihren Wohnsitz dorthin, und Dower, von Beruf Arzt, begann im Sanatorium mit der Behandlung von unter anderem Drogen- und Alkoholkranken – dieses Sanatorium bestand bis 1949. Nach und nach siedelten mehr Menschen in Halcyon an, mieteten Land von der „Temple Home Association“, begannen den Boden zu bebauen und Nutzvieh zu züchten. Ein Gemischtwarenladen sowie eine Poststelle wurden eingerichtet, und einige kleinere Produktionsbetriebe nahmen ihre Tätigkeit auf – kurz, es entstand ein Dorf, eine Gemeinschaft.

#### Geistig
Bereits 1900 war noch in Syracuse eine Druckerei entstanden, um die Ideale des „Tempels der Menschheit“ einem größeren Publikum publik machen zu können. Diese war nach Halcyon übersiedelt und stellte neben dem offiziellen Publikationsorgan, der Zeitschrift „The Temple Artisan“, die bis heute erscheint, auch Prospekte, Flugzettel und Bücher her. Dadurch wurden immer mehr Menschen auf den TdM aufmerksam, die Gemeinschaft wuchs und verbreitete sich schließlich in mehreren Ländern. Im Sanatorium fanden Vorträge und Veranstaltungen statt, es gab Zeremonien und Andachten, all das festigte das Zusammengehörigkeitsgefühl und verinnerlichte die Lehren des „Tempels“. 1924 wurde ein Tempelgebäude eröffnet, welches nach Francia A. La Dues Beinamen „Blue Star“ den Namen „Blue Star Memorial Temple“ erhielt. Später kam noch eine Bibliothek hinzu, zu Ehren von William Quan Judge dann „William Quan Judge Library“ genannt. 

#### Heute
Heute besteht der TdM in Halcyon aus etwa 120 Personen, die Grundstücksfläche rund 95 Acres (etwa 38 Hektar) und rund 30 Gebäuden. Logen gibt es in Deutschland, Großbritannien, Russland und Westafrika. Weltweit sind es etwa 200 eingetragene Mitglieder. Die derzeitige „Guardian in Chief“ ist Eleanor L. Shumway.

### Chronologische Übersicht der Leiter
Guardian in Chief (Präsident) waren von:
- 1898–1922: Francia A. La Due (1849–1922)
- 1922–1937: William H. Dower (1866–1937)
- 1937–1968: Pearl F. Dower
- 1968–1990: Harold E. Forgostein
- seit 1990: Eleanor L. Shumway

## Lehre
Der TdM versteht sich als überkonfessionelle Religionsgemeinschaft, welche für Mitglieder und Interessierte regelmäßige Meditationen und Gottesdienste abhält. Der TdM möchte die Menschheit auf das Kommen eines neuen Christus oder Avatars vorbereiten. Die Lehren der Theosophie bilden die Grundlage des „Tempels der Menschheit“, dabei wird vor allem auf das Werk Helena Blavatskys und, in zweiter Linie, William Quan Judges Bezug genommen. Die Änderungen beziehungsweise Entwicklungen der theosophischen Lehre durch die Theosophische Gesellschaft Adyar einerseits und die Theosophische Gesellschaft in Amerika, heute unter Theosophische Gesellschaft Pasadena bekannt, andererseits, werden abgelehnt. Einflüsse oder Übereinstimmungen mit der „I AM Foundation“ scheinen ebenfalls gegeben zu sein.